# Lophochorista lesteraria
Lophochorista lesteraria är en fjärilsart som beskrevs av Grossbeck 1910. Lophochorista lesteraria ingår i släktet Lophochorista och familjen mätare. Inga underarter finns listade i Catalogue of Life.